# باتريك د. ريان
باتريك د. ريان (بالإنجليزية: Patrick D. Ryan)‏ هو سياسي أيرلندي، ولد في 10 مارس 1920، وتوفي في 2004.